# Rutger Simonsson
Sölve Rutger Johannes Simonsson, född 29 maj 1949 i Borgholm i Kalmar län, en svensk officer i Armén.

## Biografi
Simonsson blev 1974 fänrik i Armén. År 1976 befordrades han till löjtnant, år 1976 till kapten, år 1983 till major, år 1999 till överste.
År 1974 inledde Simonsson sin militära karriär i Armén vid Norrlands dragonregemente (K 4). Åren 1991–1992 tjänstgjorde han som FN-observatör. Åren 1996–1998 var han chef för AKHS. Åren 1999–2000 var han chef för Dalabrigaden. Åren 2000–2001 var han chef för G7 vid Arméns taktiska kommando. Åren 2001–2003 var han chef för Försvarsmaktens idrotts- och friskvårdsenhet, samt var Försvarsmaktens idrotts- och friskvårdsinspektör. Efter sin aktiva tid inom Försvarsmakten var Simonsson generalsekreterare för Royal Palace Sprint.